# Universidad Federal de Roraima
La Universidad Federal de Roraima (en portugués: Universidade Federal de Roraima) es una universidad federal en el estado de Roraima al norte de Brasil. Su estatuto la define como una "fundación pública dotada de personalidad jurídica de derecho privado", teniendo como atribuciones la promoción de cursos de pregrado, postgrado (en varios niveles), la investigación, la extensión, y la educación básica y profesional. 
Autorizada por la Ley N.º 7364 , del 12 de septiembre de 1985, fue creada en realidad cuatro años después con el Decreto N ° 98.127, el 8 de septiembre de 1989. Con tres campus, todos en la ciudad capital de Boa Vista, es la universidad más grande de Roraima con casi cuarenta programas de pregrado. Incluye ofertas de doctorado, maestría y especialización; también proporciona educación primaria, secundaria y profesional a través del Colegio de Aplicación y la Escuela Agrotécnica.